# Macintosh Quadra 840AV
Macintosh Quadra 840AVは、Appleによって設計、製造され、1993年7月から1994年7月まで販売されていたパーソナルコンピュータである。

## ハードウェア

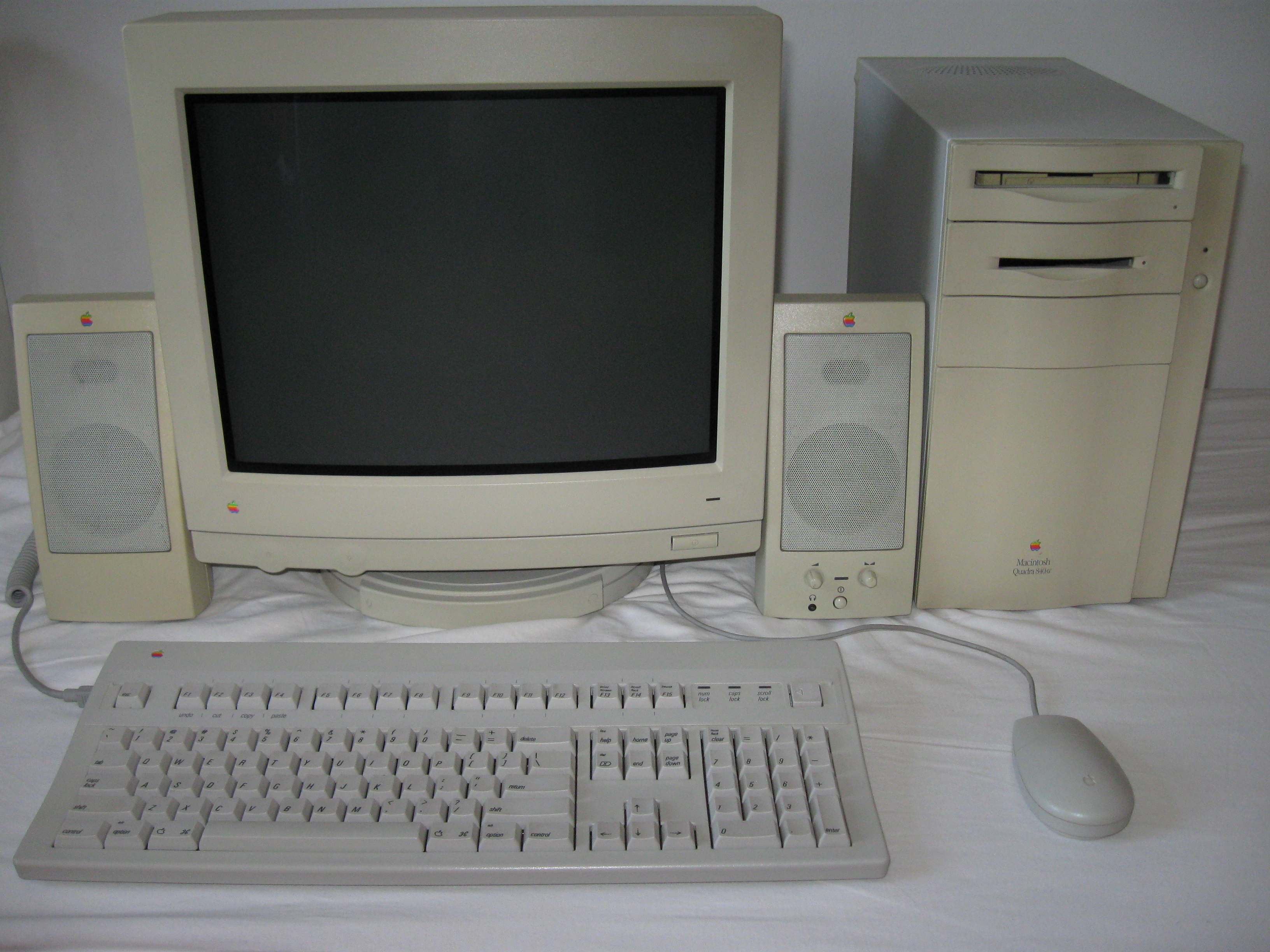
16インチMacintoshカラーディスプレイ（M1298）、 Apple Design パワードスピーカー（M6082）、 Apple拡張キーボードII （M3501）、およびApple Desktop Bus Mouse II （M2706）を搭載したMacintosh Quadra 840AV

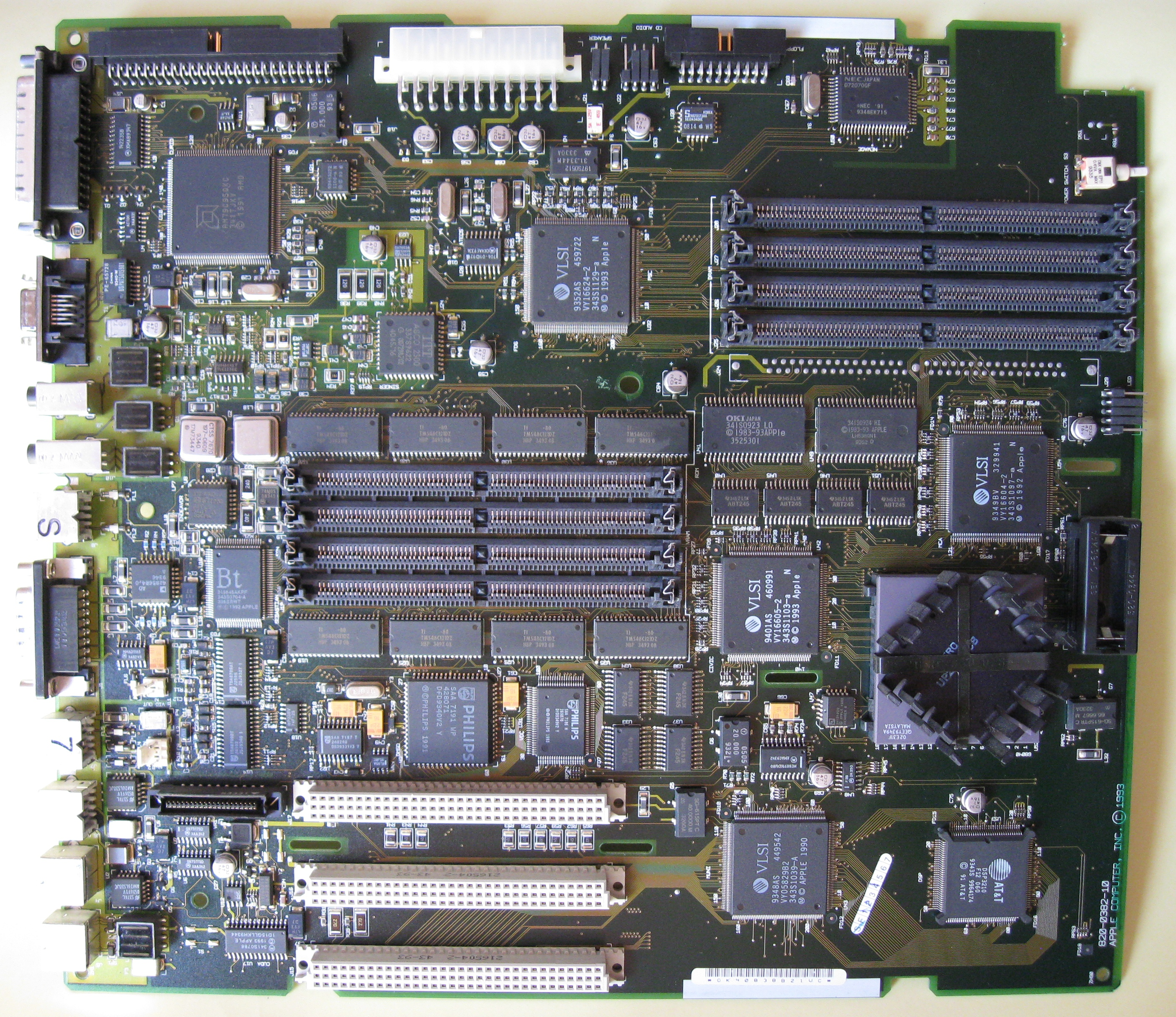
Macintosh Quadra 840AVのロジックボード

### CPU
モトローラ製MC68040を採用し、40MHzで駆動したことでMacintoshとしては最速の処理能力を達成した。この機種より後のハイエンドMacintoshはすべてPowerPCベースであるため、840AVは最速のQuadraであると同時に最速の68k Macintoshでもある。

### AV入出力
Macintoshとしては初めて、下位機種であるCentris/Quadra 660AVとともに、48kHzの16ビットステレオオーディオの再生・録音機能、S-Videoとコンポジットビデオの入出力機能を搭載した。ビデオの再生能力を高めるために、標準のグラフィックス用とビデオ専用の2つのフレームバッファを使用している。これにより、入力されたライブ映像をMacintoshのユーザーインターフェースの中でスケーラブルな "ウィンドウ "として表示することができる。また、Macintoshは音声認識（PlainTalk）をサポートした最初のパーソナルコンピュータでもある。

### DSP
AT&T製3210 Digital Signal Processorを採用し、66.7MHzで駆動している。主にオーディオ／ビデオ処理の高速化を目的としたものであり、Apple GeoPort Telecom Adapter Kitでは、モデム、ファックス、テレフォニーなど、DSPを使った通信機能が多数実現した。しかしプログラミングが複雑なため、他にこれを利用しているMac用ソフトは数少ない。

### 筐体
先行するMacintosh Quadra 800と同様の外観である。ハウジング、シャーシ、電源装置、および内部ストレージアセンブリは同じだが、リアパネルが変更されている。

### 拡張性
Quadra800に存在したプロセッサダイレクトスロットと2つ目のADBポートがないが、DAVスロット（NuBusスロットAに沿ったもの）と新しい9ピンのGeoPortが搭載されている。メモリは4、8、16、32MBの72ピン60ns SIMMを最大128MBまで装着できる。

## 評価
ナショナルポストのジョナサン・シェブロー氏は1993年8月7日、Quadra 840AVとCentris 660AVは新しいSGI Indyに次いで興味深いマルチメディアコンピュータだと述べ、Appleはデスクトップマルチメディアという一大産業の誕生の最前線に立つことになった。
バイト誌のベン・トンプソン氏は1993年9月に、Appleとシリコングラフィックスは、オーディオとビデオの入力をその2つのMacintoshとIndyのデスクトップPCのデフォルト機能として設定した先駆者であり、「ビジネスマンのコミュニケーション方法を変えることができる」と述べた。新しいAV Macは、ゆっくりと、しかし安定した段階的なテクノロジーの更新というAppleのトレンドを打ち破る、驚くべき飛躍的な機能を備えていると語った。彼は840AVを総合的に最も速いMacintoshとしてテストし、その理由をSCSI、シリアル、イーサネット、サウンド用の専用DMAチャンネルなど、AVシリーズの「根本的に」新しいハードウェア機能にあるとしているが、SCSI DMAの性能は、System 7のレガシーアーキテクチャでは、PinkやCoplandのようにマイクロカーネルベースでOSを完全に書き換えない限り、完全に失われると指摘している。また、テレコミュニケーション、Print-to-FAX、音声認識、ビデオキャプチャーなどの豊富なAV機能を試してみたが、驚くほど互換性に問題がなく、生産性が向上したことを評価している。